# Boston (Kentucky)
Boston – jednostka osadnicza w Stanach Zjednoczonych, w stanie Kentucky, w hrabstwie Nelson.